# Rhododendron pachytrichum
Rhododendron pachytrichum är en ljungväxtart som beskrevs av Adrien René Franchet. Rhododendron pachytrichum ingår i släktet rododendron, och familjen ljungväxter.

## Underarter
Arten delas in i följande underarter:
- R. p. monosematum
- R. p. tenuistylosum